# Richard Harder
Nikolaus Richard Harder, född 21 mars 1888, död 2 december 1973, var en tysk botaniker.
Richard Harder blev docent i Würzburg 1917, professor vid tekniska högskolan i Stuttgart 1923 och professor vid universitetet i Göttingen 1932. Harder företog vetenskapliga forskningsresor i Sahara 1927 och 1929, utgav flera arbeten om växternas kolsyreassimilation och retningsfysiologi och om plasmatisk nedärvning hos svampar samt bearbetade kryptogamdelen i 17–24:e upplagan (1928–1942) av den av Eduard Strasburger grundade Lehrbuch der Botanik.